# The Craven
The Craven  è un cortometraggio muto del 1915 diretto da Christy Cabanne. Prodotto dalla Reliance Film Company e distribuito dalla Mutual Film, uscì in sala nel gennaio 1915, interpretato da Wallace Reid e Seena Owen.

## Trama
Pur essendo un tipo grande e grosso, Bud Walton, il fabbro del villaggio non reagisce mai alle provocazioni e agli insulti, neanche a quelli dei ragazzini cha amano tormentarlo. Il suo comportamento debole provoca il disprezzo di June, la sua fidanzata. Al villaggio arriva uno straniero, Sykes, che, pieno di fascino, si mette a corteggiare May, la sorella di Bud. Un giorno, durante una passeggiata con la ragazza, Sykes la aggredisce brutalmente e lei, nella lotta, cade da una scogliera, restando uccisa. Will, l'aiutante di Bud, da tempo innamorato di May, scopre le ragioni dell'improvvisa partenza di Sykes e spinge Bud a vendicare la sorella. Ma, davanti alla ritrosia del fabbro, va lui alla ricerca dell'uomo. Quando torna a casa gravemente ferito da Sykes, June accusa Bud di codardia. Finalmente Bud reagisce: ha un combattimento con il suo nemico e, benché mortalmente ferito, riesce a riportarlo al villaggio con un braccio rotto. Dopo averlo gettato ai piedi di June, Bud cade morto sul corpo dell'altro.

## Produzione
Il film fu prodotto dalla Reliance Film Company.

## Distribuzione
Distribuito dalla Mutual, il film - un cortometraggio in due bobine di 17 minuti - uscì nelle sale cinematografiche statunitensi il 23 gennaio 1915.